# Michael James Massimino
Michael James Massimino (* 19. August 1962 in Oceanside, New York, Vereinigte Staaten) ist ein US-amerikanischer Professor für Maschinenbau an der Columbia University und ein ehemaliger Astronaut.

## Beginn der Karriere
Massimino machte seinen Schulabschluss 1980 auf der H. Frank Carey High School in Franklin Square (New York). Er studierte zunächst an der Columbia University in New York und erhielt 1984 einen Bachelor als Wirtschaftsingenieur. Anschließend studierte er Maschinenbau am Massachusetts Institute of Technology. Seinen Master erwarb er 1988 und den Doktorgrad 1992.
Danach ging Massimino als Forschungsingenieur zu McDonnell Douglas. Gleichzeitig lehrte er Maschinenbau an der Rice University und dem Georgia Institute of Technology. Seine Forschungen führten zu zwei Patenten.

## NASA
1996 wurde er in die 16. Astronautengruppe der NASA gewählt, vorher hatte er sich schon vergeblich für die 15. Astronautengruppe beworben. Er wurde zwei Jahre lang als Missionsspezialist ausgebildet, obwohl er schon seit 1987 bei der NASA nebenbei gearbeitet hatte. Sein Spezialgebiet sind tragbare Computer für die Arbeit im Weltraum.
Zwischenzeitlich arbeitete er in der NASA auch als Verbindungssprecher (Capcom).

### STS-109
Seinen ersten Flug ins All machte er vom 1. bis 12. März 2002 mit der Columbia zum Hubble-Weltraumteleskop. Dabei wurden Wartungsarbeiten durchgeführt, unter anderem wurde das Steuerungssystem und die Solarpaneele ausgetauscht. Er unternahm bei dieser Mission zwei Weltraumausstiege.

### STS-125
Massiminos zweite Mission zum Hubble-Weltraumteleskop startete am 11. Mai 2009 an Bord der Atlantis. Während zweier Weltraumausstiege wurde von Massimino der Space Telescope Imaging Spectograph (STIS) durch eine Reparatur reaktiviert. Hier musste er einen Haltegriff vom Hubble-Teleskop abreißen, da sich ein Bolzen nicht lösen ließ. Die Landung erfolgte am 24. Mai 2009 auf der Edwards Air Force Base.

## Nach der NASA
Massimino verließ die NASA am 28. Juli 2014 und trat eine Stelle an der Columbia University in New York an.

## Trivia
Massimino hatte mehrfach Gastauftritte in der US-Sitcom The Big Bang Theory.
Im April 2023 hatte Massimino einen Gastauftritt in der neunten Staffel der US-amerikanischen Version von The Masked Singer. In der neunten Episode, die unter dem Motto Masked Singer in Space stand, präsentierte er einen Hinweis zur Identität der Kandidatin UFO (Olivia Culpo).

## Zusammenfassung
| Nr. | Mission | Funktion           | Flugdatum        | Flugdauer     |
| --- | ------- | ------------------ | ---------------- | ------------- |
| 1.  | STS-109 | Missionsspezialist | 1.–12. März 2002 | 10d 22h 09min |
| 2.  | STS-125 | Missionsspezialist | 11.–24. Mai 2009 | 12d 21h 38min |

## Privat
Massimino ist verheiratet und hat zwei Kinder. Seine Hobbys sind Baseball, Heimwerken, Familienaktivitäten, Camping und als Sporttrainer für Kinder zu fungieren.